# Glossaire de l'art moghol
Cette liste recense et donne une définition des termes spécifiques liés à l'art moghol. 
- Haut – A
- B
- C
- D
- E
- F
- G
- H
- I
- J
- K
- L
- M
- N
- O
- P
- Q
- R
- S
- T
- U
- V
- W
- X
- Y
- Z

## B
- Bazar (mot persan signifiant marché) : marché, équivalent du souk arabe.
- Bidri : ce mot, dérivé du nom de la ville de Bîdâr, désigne une technique de travail du métal née dans cette cité. Il s'agit d'un alliage à base zinc noirci par oxydation au sulfate de cuivre. Sa couleur noire très mate contraste avec les incrustations d'argent, de laiton, ou, plus rarement, d'or, qui rehaussent les pièces. Voir aussi cette technique dans l'article sur l'art du métal en terres d'Islam.
- Burj (du persan ﺑﺮﺝ, borj) : tour.

## C
- Chahâr bagh (mot persan signifiant quatre jardins) : jardin enclos de murs et divisé en quatre parties par des canaux et/ou des allées perpendiculaires. Il peut être ensuite subdivisé. Ce type de jardin aurait une origine persane et son invention en Inde serait une invention du sultan Bâbur. Quelques différences existent entre les jardins persans et ceux d'Inde : dans ces derniers, les allées sont surélevées, afin que le regard tombe sur les parterres, et certaines espèces inconnues en Iran y sont présentes, comme de grands platanes et des arbres fruitiers.
- Chahâr Sû : carrefour carré à l'air libre organisé autour de deux axes perpendiculaires.
- Chajjâ : auvent protecteur reposant sur des corbeaux.
- Chhatri : petit kiosque ouvert surmonté d'une coupole, souvent placé sur un toit.
- Chehel Sutun (en persan quarante colonnes) : pavillon comportant de nombreuses colonnes dont le type apparaît en Iran.
- Chînî khâna (en persan pièce aux porcelaines) : petite niche décorative dont le type apparaît sous le règne de Jahânngîr. Un chînî khâna est creusé dans le stuc ou la pierre, et servait à exposer, comme son nom l'indique, des porcelaines chinoises ou parfois sans doute des objets précieux en pierre dure ou en métal. Ce type de décor a donné lieu à un décor incrusté auquel on donne le même nom, car il reprend la forme de la niche dans laquelle on aperçoit des silhouettes de vases ou de bouteilles.
- Chûna : stuc de très belle qualité composé de poudre de marbre, de coquillages ou de calcaire très blanc et extrêmement poli et lissé de manière à imiter le marbre. Il fut inventé par les Rajput.

## D
- Diwan-i 'Am : salle des audiences publiques.
- Diwan-i Khass : salle des audiences privées.

## G
- Gupti : pommeau de canne

## H
- Harâm (mot arabe signifiant interdit, inviolable, sacré) : salle de prière dans une mosquée. Voir aussi les différents éléments constitutifs de la mosquée dans l'article sur l'architecture islamique.
- Hasht Bihisht ou Hasht Behecht (mot persan signifiant huit paradis) : type de plan organisé en huit espaces autour d'un neuvième au centre. Ce plan provient de l'Iran, mais a été très populaire en Inde moghole, quoique le terme ne se retrouve pas souvent dans les sources.
- Huqqa : pipe à eau. Ce type d'objet connaît une grande faveur dès le XVIIe siècle, avec l'introduction du tabac par les Portugais à la cour moghole en 1604.

## I
- Îwân

## J
- Jâlî :  claustra de pierre, souvent de marbre, à décor ajouré.
- Jharokhâ : fenêtre ou cadre architectural en surplomb d'une façade. Sa présence peut être une simple volonté esthétique mais aussi servir divers buts utilitaires : regarder la rue (sans être vue pour les femmes), positionner des archers, espionner, apparitions officiel de l'empereur. Le système se développa principalement sous Akbar et ses successeurs, et fut aboli par Aurangzeb.

## K
- Kard : dague à dos plat.
- Katar : type de dague en V, à la poignée horizontale et non verticale.
- Khanjar : dague courbe.
- Kundan : technique d'incrustation propre aux Moghols. Elle consiste à utiliser un or extrêmement pur, en feuilles de quelques microns repliées sur elles-mêmes et amalgamées. Le matériau d'incrustation est tellement malléable qu'il peut épouser tout type de surface et ainsi accueillir des pierres de formes variées.

## M
- Mahal : pavillon

## N
- Nuages tchi (ou chi) : type de nuages très sinisants, arrivé dans le monde islamique à travers les conquêtes mongoles, au XIIIe siècle. Ces nuages sont particulièrement utilisés dans l'art du livre iranien et moghol, et s'étend dans toutes les autres formes d'art, pour lesquels les modèles viennent des ateliers-bibliothèques.

## P
- Pishtâk ou pichtâq : portail s'inscrivant dans un cadre rectangulaire et légèrement en rehaut par rapport à la façade. Provenant du monde iranien, il s'ouvre en général sur un iwan.
- Pata : épée gantelet a poignée horizontale qui englobe la main, dérivé du katar
- Plan moghol : le plan moghol est un type de plan de mosquée. Il se caractérise par une cour immense à quatre iwans, une salle de prière barlongue et étroite couverte par des dômes bulbeux (trois ou cinq en règle générale) et l'usage du pishtâk. Voir aussi ce plan dans l'article sur l'architecture islamique

## S
- Shamsa (du persan ﺷﻤﺲ signifiant « soleil ») : motif rayonnant d'enluminure, utilisé en Inde comme en Perse. Il symbolise la lumière et parfois le pouvoir.
- Shîsh mahal (vient du persan, signifie « six pavillons ») : pièce décoré d'une mosaïque de miroirs. Ce type de décor apparaît sous Shah Jahân et est très utilisé dans l'architecture moghole tardive ainsi que dans l'architecture rajpût.

## Z
- Zanâna ou zenana (en persan, ﺯﻧﻬﺎ, zanhâ signifie « femmes ») : partie du palais réservé aux femmes, plus ou moins équivalent du harem pour l'Inde.